# Тамбовський (Духовницький район)
Тамбовський (рос. Тамбовский) — селище у Духовницькому районі Саратовської області Російської Федерації.
Населення становить 82 особи. Належить до муніципального утворення Новозахаркинське муніципальне утворення.

## Історія
Населений пункт розташований у межах українського історичного та культурного регіону Жовтий Клин.
Від 23 липня 1928 року в складі Пугачовського округу Нижньо-Волзького краю. Орган місцевого самоврядування від 2004 року — Новозахаркинське муніципальне утворення.

## Населення
| 2010 |
| ---- |
| 82   |